# Wilhelm Raabe

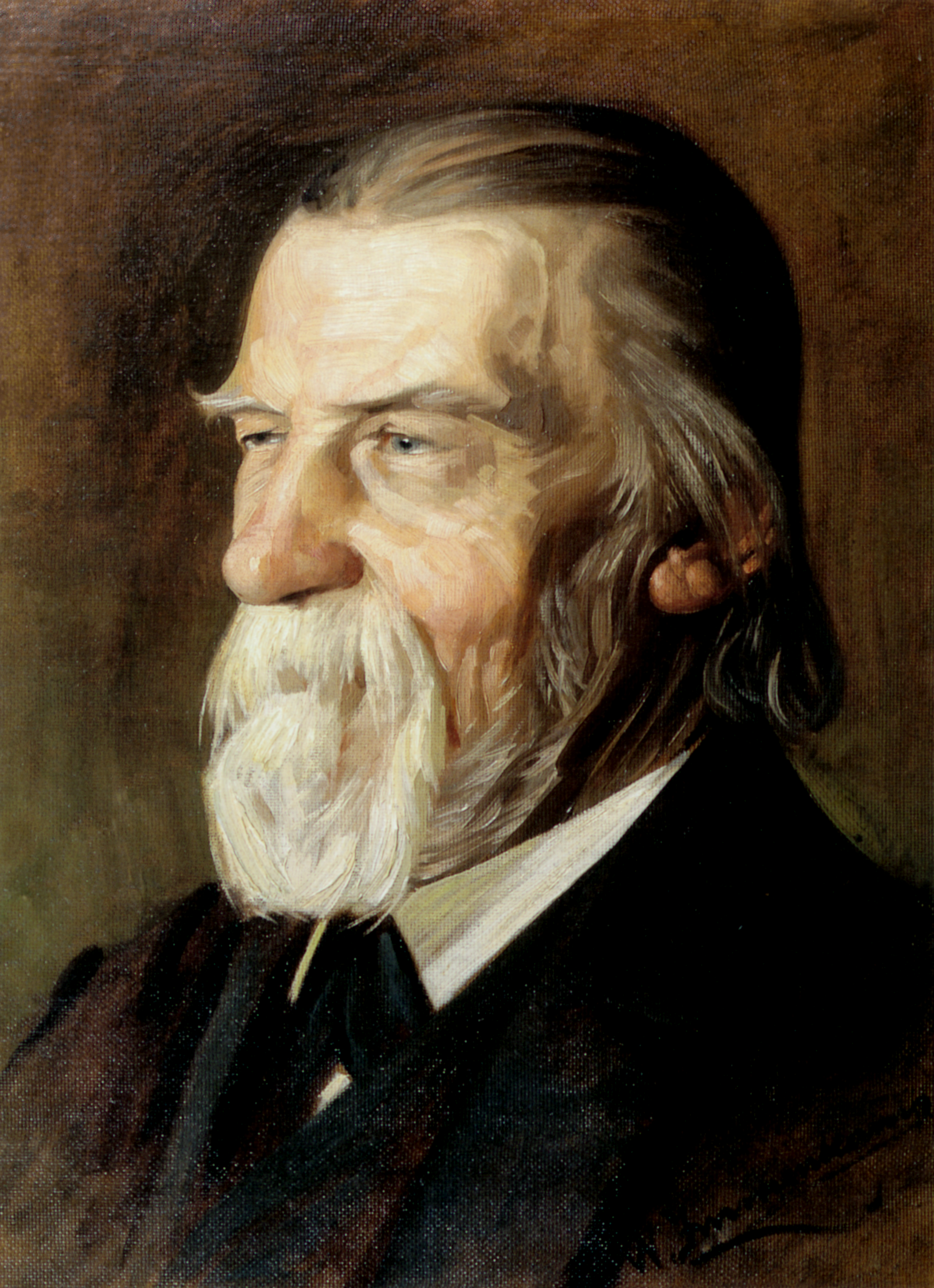
Wilhelm Raabe

Wilhelm Raabe (Eschershausen, 8 de septiembre de 1831-Braunschweig. 15 de noviembre de 1910) fue un novelista alemán conocido con el seudónimo de Jakob Corvinus.

## Biografía
Nació en Eschershausen (en aquel momento Ducado de Brunsvic), actualmente distrito de Holzminden. Tras recibir clases en institutos de Holzminden y Wolfenbüttel, comenzó a trabajar como aprendiz en una librería de Magdeburg en 1849 y hasta 1854, aprovechando para enriquecerse leyendo las historias y el folklore de su país y otros países.
Cansado de la rutina del negocio, estudió filosofía en Berlín entre 1855 y 1857, época en la que publicó su primera obra  Die Chronik der Sperlingsgasse (1857) como Jakob Corvinus, libro que disfrutó de gran popularidad entre la burguesía alemana, y por este hecho dejó los estudios y se consagró a la escritura. Volvió a Wolfenbüttel, y vivió en Stuttgart desde 1862 hasta 1870, y más tarde en Braunschweig.

## Carrera
La vida de Raabe puede dividirse en tres periodos. En el primero, escribió novelas alegres, con una serie de imágenes de la vida alemana a partir de sus abundantes imaginación y experiencia, entre ellas:
- Die Chronik der Sperlingsgasse (1856)
- Die Kinder von Finkenrode (1859)
- Unser Herrgotts Kanzlei (1862)

La influencia del pesimismo de Schopenhauer es evidente en el segundo periodo:
- Der Hungerpastor (1864)
- Abu Telfan (1867)
- Der Schüdderump (1870)

Estos tres trabajos son considerados a veces una trilogía, ya que a pesar de ser completamente independentes en contenido, representan una época distintiva de la vida de Raabe. 
Durante el tercer período de la vida del novelista sus obras no vuelven a mostrar este pesimismo, y de hecho tienen un toque de humor que recuerda a Charles Dickens, aunque los argumentos son más serios. Horacker (1876) puede ser la obra que mejor represente esta tendencia, y hay gente que la considera su obra maestra. Der Dräumling (1872) o Deutscher Mondschein (1873) también lo serían según otros. De sus numerosos últimos trabajos la novela histórica Das Odfeld (1889) y Die Akten des Vogelsangs (1895) serían los más leídos. Kloster Lugau (1894) y Hastenbeck (1899) son también de este período.
Sus influencias cambian a lo largo de los períodos yendo desde Jean Paul al principio, y Dickens y Thackeray al final.
El pueblo alemán le mostró la estima que le tenía en su 70 cumpleaños. En 1965 se empezaron a publicar sus obras completas con el nombre de Sämtliche Werke (Braunschweiger Ausgabe)  sufragado por el Braunschweigischen Wissenschaftlichen  Gesellschaft y editado por Karl Hoppe.

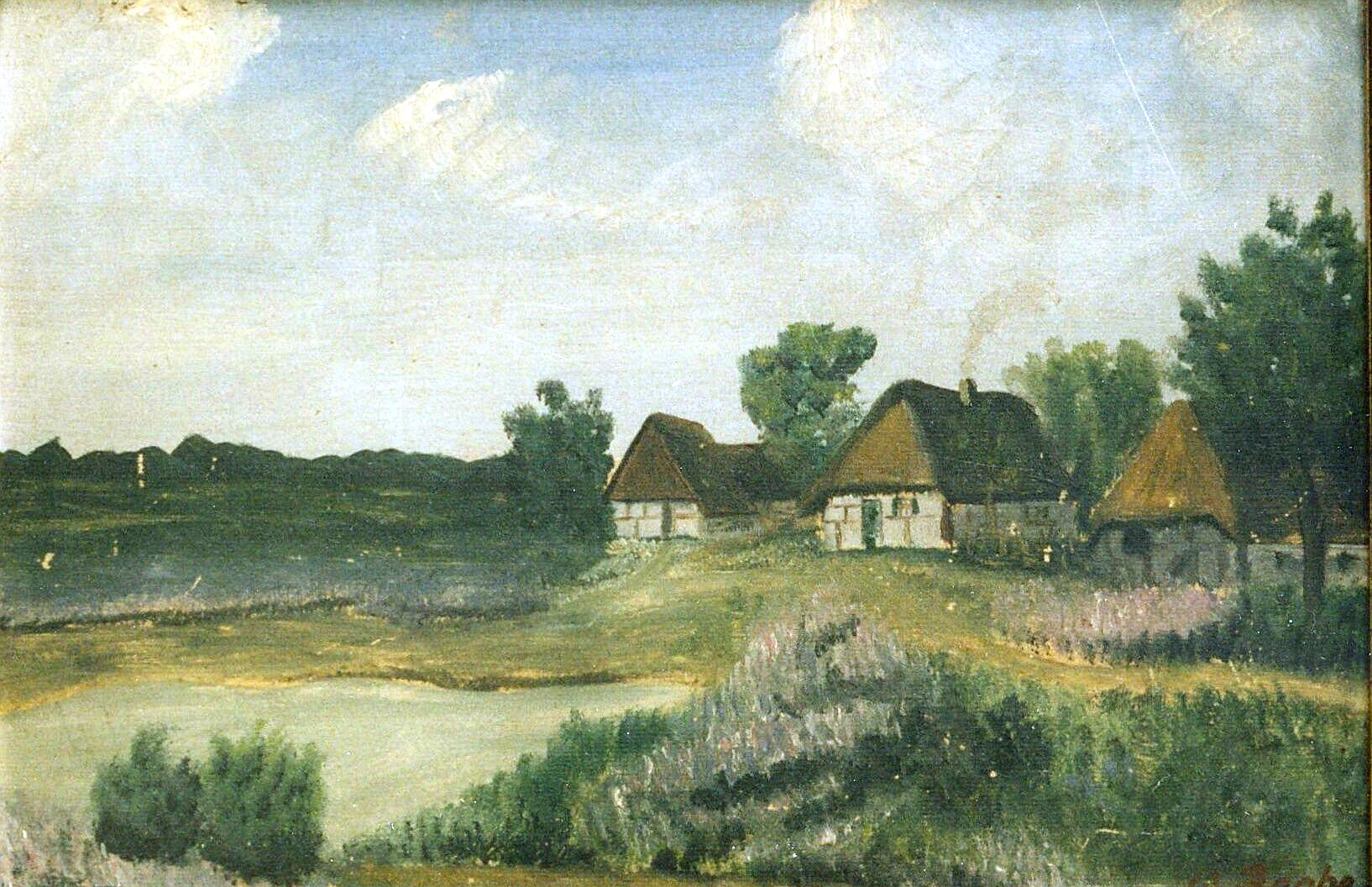
"Bauernkaten in einer Heidelandschaft", pintura al óleo, 37.0 x 23.2 cm.

Además de escribir, Wilhelm Raabe también tenía talento para la pintura. Actualmente existen aproximadamente unas 600 pinturas de él, casi todas en el Museo de Braunschweig.

## Obra completa
- Die Chronik der Sperlingsgasse, 1856
- Ein Frühling, Der Weg zum Lachen, 1857
- Die alte Universität, Der Student von Wittenberg, Weihnachtsgeister, Lorenz Scheibenhart, Einer aus der Menge, 1858
- Die Kinder von Finkenrode, Der Junker von Denow, Wer kann es wenden?, 1859
- Aus dem Lebensbuch des Schulmeisterleins Michel Haas, Ein Geheimnis, 1860
- Auf dunkelm Grunde, Die schwarze Galeere, Der heilige Born, Nach dem großen Kriege, 1861
- Unseres Herrgotts Kanzlei, Das letzte Recht, 1862
- Eine Grabrede aus dem Jahre 1609, Die Leute aus dem Walde, Holunderblüte, Die Hämelschen Kinder, 1863
- Der Hungerpastor, Keltische Knochen, 1864
- Else von der Tanne, Drei Federn, 1865
- Die Gänse von Bützow, Sankt Thomas, Gedelöcke, 1866
- Abu Telfan; oder Heimkehr aus dem Mondgebirge, 1867
- Theklas Erbschaft, 1868
- Im Siegeskranze, 1869
- Der Schüdderump, Der Marsch nach Hause, Des Reiches Krone, 1870
- Der Dräumling, 1872
- Deutscher Mondschein, Christoph Pechlin, 1873
- Meister Autor oder Die Geschichten vom versunkenen Garten, Höxter und Corvey, 1874
- Frau Salome, Vom alten Proteus, Eulenpfingsten, 1875
- Die Innerste, Der gute Tag, Horacker, 1876
- Auf dem Altenteil, 1878
- Alte Nester, Wunnigel, 1879
- Deutscher Adel, 1880
- Das Horn von Wanza, 1881
- Fabian und Sebastian, 1882
- Prinzessin Fisch, 1883
- Villa Schönow, Pfisters Mühle, Zum wilden Mann, Ein Besuch, 1884
- Unruhige Gäste, 1885
- Im alten Eisen, 1887
- Das Odfeld, 1888
- Der Lar, 1889
- Stopfkuchen, 1891
- Gutmanns Reisen, 1892
- Kloster Lugau, 1894
- Die Akten des Vogelsangs, 1896
- Hastenbeck, 1899
- Altershausen (fragment, 1902; publicat el 1911)